# Marek Ryżek
Marek Ryżek (ur. 1969) – polski sędzia piłkarski, I ligowy (Wielkopolski ZPN). 

## Życiorys
Sędziuje od sezonu 2002/2003, w I lidze od sezonu 2005/2006. Z zawodu jest nauczycielem. Mieszka i pracuje w Obrzycku.
W związku z umieszczeniem przez Przegląd Sportowy jego nazwiska na tzw. "liście Fryzjera", 7 września 2006 Wydział Dyscypliny PZPN zapoznał się z wyjaśnieniami arbitrów, m.in. Marka Ryżka, oraz nakazał im podjęcie działań prawnych, prowadzących do oczyszczenia się z oskarżeń zawartych w publikacji. W przypadku nie przedstawienia w zakreślonym terminie kopii pozwu do sądu przeciwko redakcji Przeglądu Sportowego, WD miał podjąć decyzje o zawieszeniu sędziów w prawach do pełnienia wykonywanej funkcji.
26 lutego 2007 przewodniczący zarządu Kolegium Sędziów PZPN, Sławomir Stempniewski, zawiesił Marka Ryżka w prawach sędziego.